# Сыркин, Наум Соломонович
Нау́м Соломо́нович Сы́ркин (идиш נחום-משה סירקין‎ — Нохем-Мойше Сыркин; 1878, Бельск, Гродненская губерния — декабрь 1918, Киев) — публицист, глава еврейской общины Киева, член Всероссийского учредительного собрания.

## Биография
Из мещанского сословия. Родился в семье торговца Шолома Ицковича Сыркина и Хаи Шлоссберг. Окончил хедер, затем русскую гимназию, Варшавский политехнический институт. По образованию инженер-технолог. Один из основателей еврейской студенческой организации "Кадима".   
С 1897 года опубликовал ряд статей по общественным и литературным вопросам в «Гацефире», «Будущности», «Восходе», «Сефер Гашана» и других. Сторонник сионизма. Переводил произведения Льва Толстого на немецкий язык. Из наиболее значительных статей следует отметить: «Опыт теоретического обоснования сионизма» (в «Гацефире»), литературно-критические статьи о литературе на идише (в «Будущности», «Гацефире», «Фрайнде», «Найе велт» и других) и серию популярно-научных статей под общим заглавием: «Развитие прикладных наук». Сыркин помещал также статьи по технике в журналах: «Водное дело» (в 1910 году) и «Вестник сахарной промышленности». В качестве корреспондента принимал участие в работе Сионистских конгрессов.
С 1902 года под надзором полиции. В 1904 году один из сооснователь Сионистско-социалистической рабочей партии. В 1905—1906 годах редактировал варшавскую газету на идиш «Дер Телеграф», где опубликовал много статей. Соавтор «ЕЭБЕ»
В 1917 году вошёл в состав Центральной Рады и стал гласным Киевской городской думы. Глава еврейской общины в Киеве. Ввиду отказа от мандата О. О. Грузенберга избран в Учредительное Собрание по Киевскому избирательному округу по списку № 2 (еврейский национальный избирательный комитет). Был избран также депутатом так и не собравшегося Украинского Учредительного собрания от Киевского избирательного округа по списку еврейского национального избирательного комитета (сионистов). 
Умер от воспаления легких.
Брат — Эфраим Сыркин (Ephraim E. Syrkin) (1889) — европейский психоаналитик.

## Труды
- «Ин дер фраер Украине» («В свободной Украине», идиш). Киев, 1917.
- «Дос нае лебн ун ди алте кнехт» («Новая жизнь и старые рабы», идиш). Киев, 1917.
- האופוזיציה הציונית (иврит). Киев: типография М. Брискера и А. Черняка, 1913. — 50 p.